# آنسیریدیس
آنسیریدیس (نام علمی: Ancyridris) نام یک سرده از تیره مورچه است. تنها دو گونه از آن در گینه نو شناخته شده است.